# April Heinrichs
April Heinrichs (Denver, 27 de febrero de 1964) es una exfutbolista y exentrenadora estadounidense. Fue una de las primeras jugadoras de la selección femenina de fútbol de Estados Unidos y fue su capitana cuando ganó la primera Copa Mundial de Fútbol Femenino de 1991. Finalizó su carrera como jugadora internacional con 47 partidos y 37 goles. Fue entrenadora de la selección femenina de su país de 2000 al 2005, período durante el cual las estadounidenses alcanzaron el tercer puesto en la Copa Mundial de 2003, la plata en los Juegos Olímpicos de Sídney 2000 y el oro en los Juegos Olímpicos de Atenas 2004. En 1998 se convirtió en la primera mujer en ser introducida en el National Soccer Hall of Fame.
- Datos: Q2749362